# Superfície (matemàtiques)
|  | Per a altres significats, vegeu «superfície (desambiguació)». |

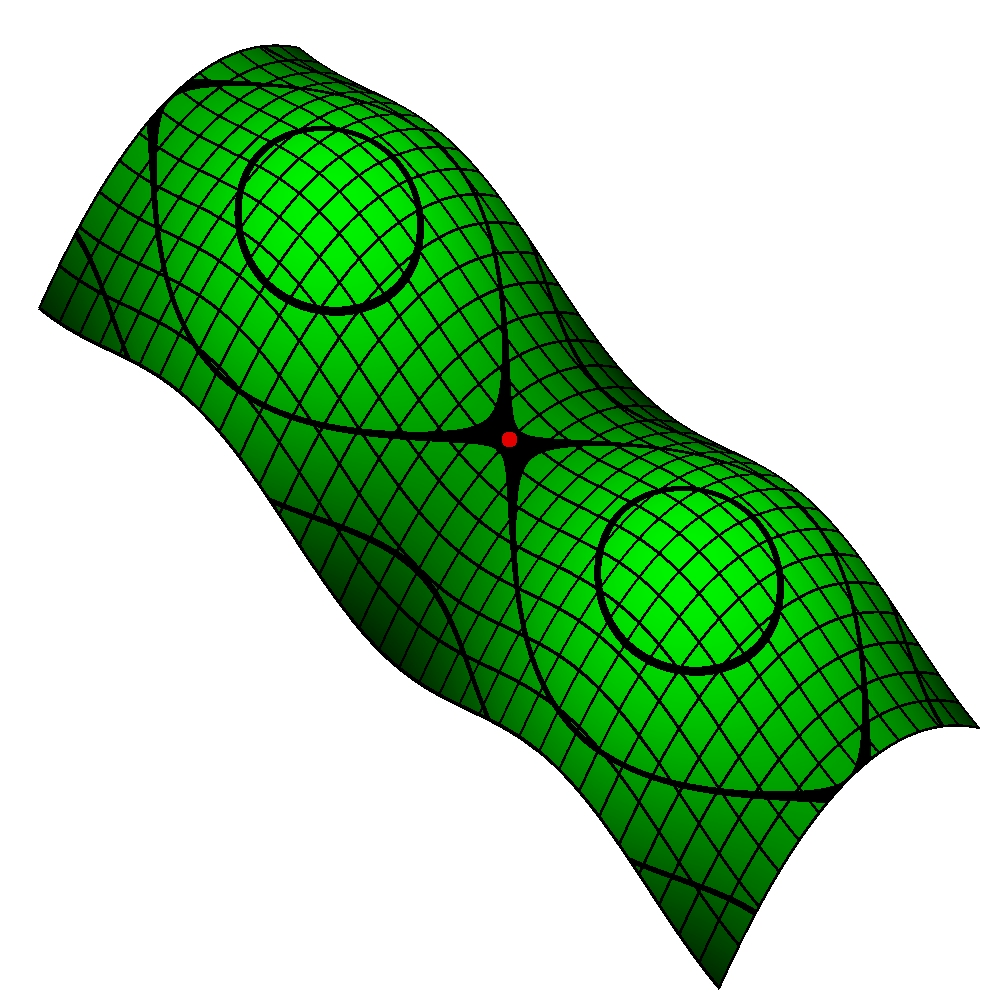
Una superfície oberta amb els contorns X-, Y-, i Z- a la vista.

En matemàtica, una superfície és una varietat diferenciable en dues dimensions. En l'espai tridimensional, les superfícies tenen sentit com a fronteres entre objectes tridimensionals sòlids. Alguns tipus de superfícies amb diferents propietats matemàtiques són:
- pla
- esfera
- superfície cònica
- superfície cilíndrica

Parlar de la superfície d'un objecte fluid, com una gota de pluja o una bombolla de sabó, és una idealització. Per parlar de la superfície d'un floc de neu, que té una estructura molt intricada, s'ha d'anar més enllà de la simple definició matemàtica. Per conèixer la natura de superfícies reals consulteu tensió superficial, química superficial i energia superficial.